# Ненешть (комуна)
Ненешть, Ненешті (рум. Nănești) — комуна у повіті Вранча в Румунії. До складу комуни входять такі села (дані про населення за 2002 рік):
- Келієній-Векі (785 осіб)
- Келієній-Ной (365 осіб)
- Ненешть (1331 особа)

Комуна розташована на відстані 164 км на північний схід від Бухареста, 30 км на південний схід від Фокшан, 43 км на захід від Галаца, 147 км на схід від Брашова.

## Населення
За даними перепису населення 2002 року у комуні проживала 2481 особа, усі — румуни. Усі жителі комуни рідною мовою назвали румунську.
Склад населення комуни за віросповіданням:
| Релігія       | Кількість осіб | Відсоток |
| ------------- | -------------- | -------- |
| православні   | 2424           | 97,7%    |
| п'ятдесятники | 30             | 1,2%     |
| адвентисти    | 26             | 1,0%     |
| римо-католики | 1              | < 0,1%   |